# Beata

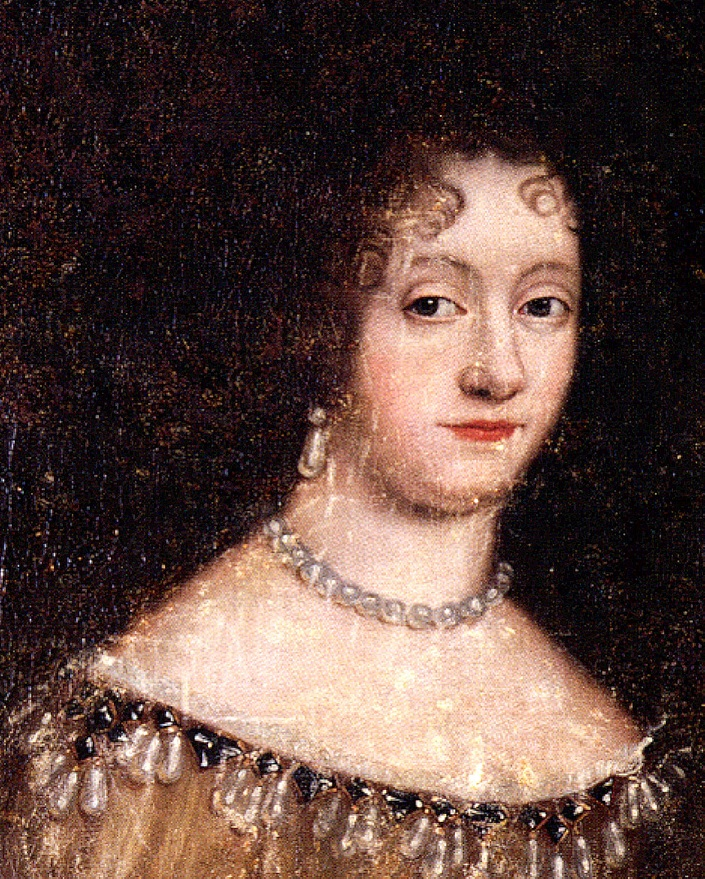
Beata Rosenhane

Beata är ett latinskt kvinnonamn som betyder "den lyckliga". Namnet har funnits i Sverige sedan mitten av 1300-talet. Beata var ett populärt namn inom adeln under äldre tid. År 1774 kom namnet in i den svenska almanackan.  Den franska formen av namnet, Beate, var vanlig på 1700-talet.
Namnet var populärt i Sverige i slutet av 1800-talet, och har under de senaste åren åter haft en viss uppgång.[källa behövs]
Den 31 december 2018 fanns det totalt 3 385 kvinnor folkbokförda i Sverige med namnet Beata, varav 1 660 bar det som tilltalsnamn.
Namnsdag i Sverige: 2 december. I den finlandssvenska namnsdagslängden har Beata namnsdag 2 december sedan starten 1929, då en egen namnsdagskalender togs i bruk för finlandssvenskar.

## Personer med namnet Beata
- Beata Agrell, svensk professor i litteraturvetenskap
- Beata Bunge, svensk grevinna och friherrinna, botaniker
- Beata Gårdeler, svensk regissör
- Beata Juringius, svensk vokalist
- Beata Kollmats, svensk fotbollsspelare
- Beata Elisabet von Königsmarck, svensk grevinna och godsägare
- Beata Pintarintytär, den sista personen som dömdes för häxeri i Finland
- Beata Rosenhane, svensk friherrinna
- Beata Sabina Straas, Sveriges första skådespelerska
- Beata Szenfeld, svensk modedesigner
- Beata Szydło, polsk politiker, premiärminister 2015-2017
- Beata Söderberg, svensk cellist och tonsättare
- Beata von Yxkull, gift med riksrådet Erik Gyllenstierna, och en av dem som misstänks vara Pintorpafrun